# 新加坡市 (历史实体)
新加坡市（英語：City of Singapore）是指存在於1951年至1965年間，隸屬於英國直轄殖民地的新加坡殖民地，後來成為馬來西亞境內的新加坡州。新加坡市以市議會為管理機構。1951年之前，市議會被稱為市政委員會。新加坡殖民地的其餘部分由新加坡鄉事局管轄。

## 歷史
1948年和1951年新加坡大選，選區是沿著市政委員會和鄉事局所劃設的邊界設立的，每個選區之下又細分為若干較小的選區。
1951年9月22日，英國國王喬治六世頒布皇家特許狀，授予新加坡城市地位，當時新加坡還是英國的直轄殖民地。原市政委員會因此更名為市議會，市政大廈更名為市政廳。
在1957年選舉後，人民行動黨的王永元作為市議會內最大政黨的領導人擔任新加坡市市長。王永元後來擔任國家發展部長。
1959年新加坡大選結果，人民行動黨大勝，並在新加坡市獲得自治權後組建了第一屆政府。
1965年，新加坡被驅逐出馬來西亞後，《1965年新加坡共和國獨立法》授權新加坡總統廢除市議會和鄉事局，地方當局的權力由中央政府承擔。